# Johann Nepomuk Wilczek

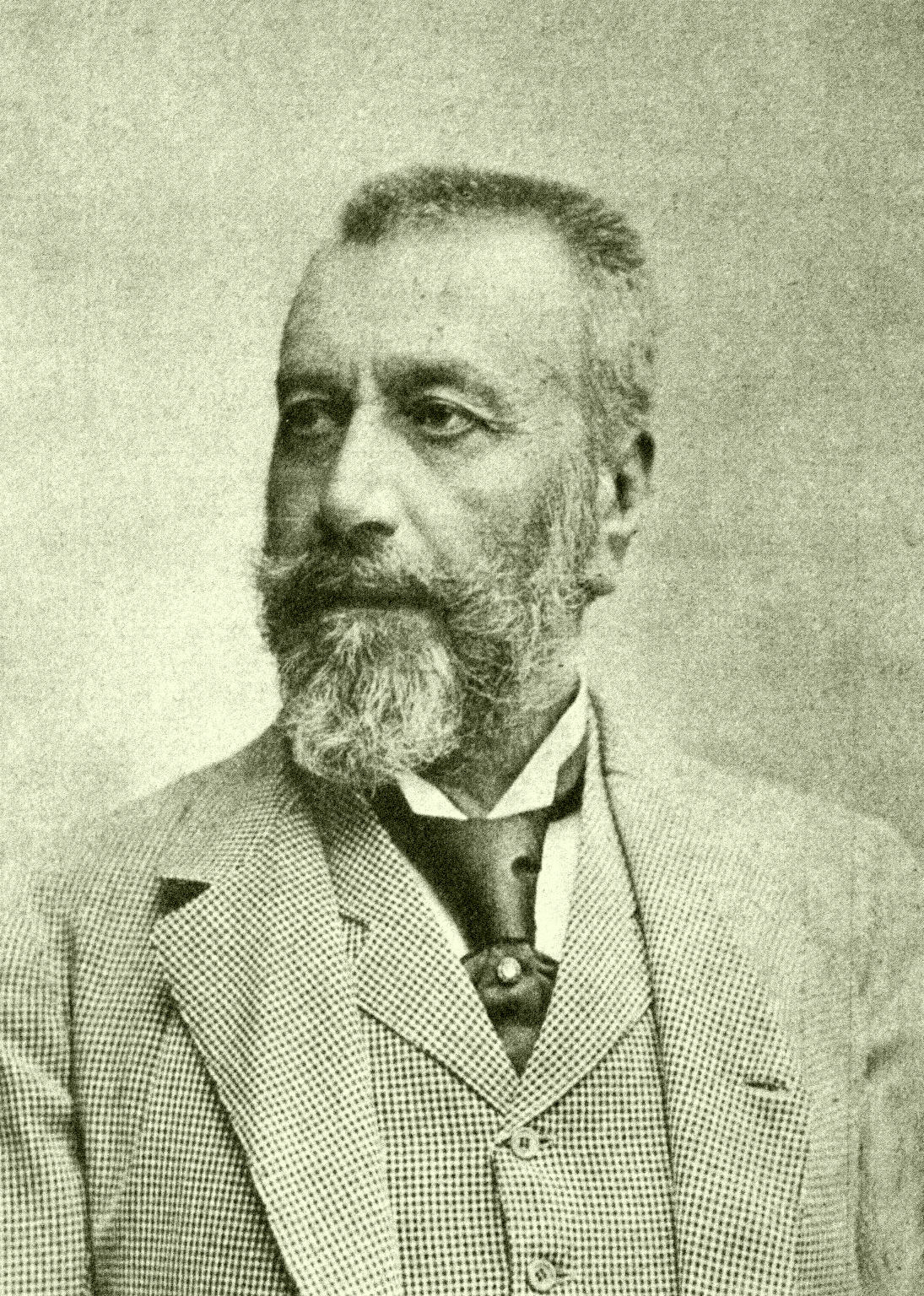
Graaf Hanns Wilczek, gefotografeerd door Carl Pietzner (rond 1906)

Johann Nepomuk Joseph Maria Graf Wilczek (Wenen, 7 december 1837 – aldaar, 27 januari 1922), ook bekend als Graf Hanns Wilczek, was een Oostenrijke poolonderzoeker en mecenas.

## Leven
Graaf Wilczek studeerde archeologie, kunst en natuurlijke historie en reisde in 1863 naar Zuid-Rusland, de Krim en de Kaukasus. In 1866 nam hij als vrijwilliger deel aan de Slag bij Königgrätz, en werd onderscheden voor zijn dapperheid. Tussen 1868 en 1870 reisde hij door Afrika.
Hans Wilczek was de belangrijkste sponsor van de Oostenrijks-Hongaarse Noordpoolexpeditie van Julius Payer en Carl Weyprecht in de jaren 1872 tot 1874. Met zijn geld werd de schoener S/X Admiral Tegetthoff gebouwd en de nodige grote hoeveelheid aan uitrusting voor de expeditie aangeschaft.
In 1872 was hij ook leider van de Tweede Isbjörn-expeditie, die tot doel had een kolen- en provianddepot op te zetten voor de poolexpeditie. Na de toevallige ontmoeting van Isbjörn en Tegetthoff en de oprichting van een voedseldepot aan de kust van Barentszeiland bereikte de Isbjörn de monding van de Petsjora, vanwaar Wilczek op de Pechora en de Wolga door Rusland voer en op 9 november weer in Wenen aankwam. Wilhelm Burger reisde met hem mee als fotograaf.
In het verdere verloop van de Oostenrijks-Hongaarse Noordpoolexpeditie ontdekte de bemanning van de Tegetthoff - inmiddels omringd door pakijs - in 1874 een archipel verder naar het noorden en gaf deze na eerste onderzoek de naam Keizer Frans Jozefland. Het noordelijkste eiland kreeg de naam Rudolfeiland, vernoemd naar kroonprins Rudolf, en twee andere eilanden werden Wilczekeiland en Wilczekland genoemd.
Na twee winters (er was er maar één gepland) keerde de hele bemanning van ongeveer 30 man, met uitzondering van de ingenieur Otto Krisch, die aan een ziekte stierf, met geïmproviseerde boten terug naar een veilige haven op Nova Zembla en werd in de zomer van 1874 triomfantelijk ontvangen in Wenen.
Vanaf 1875 was Wilczek voorzitter van de Oostenrijkse Geografische Vereniging en pleitte hij voor de oprichting van een tijdelijk Oostenrijks-Hongaars onderzoeksstation in het kader van het Eerste Internationale Pooljaar 1882/1883. Hij rustte het station op het eiland Jan Mayen op eigen kosten uit. Vanaf 1881 was hij lid van het Weens Numismatisch Genootschap.

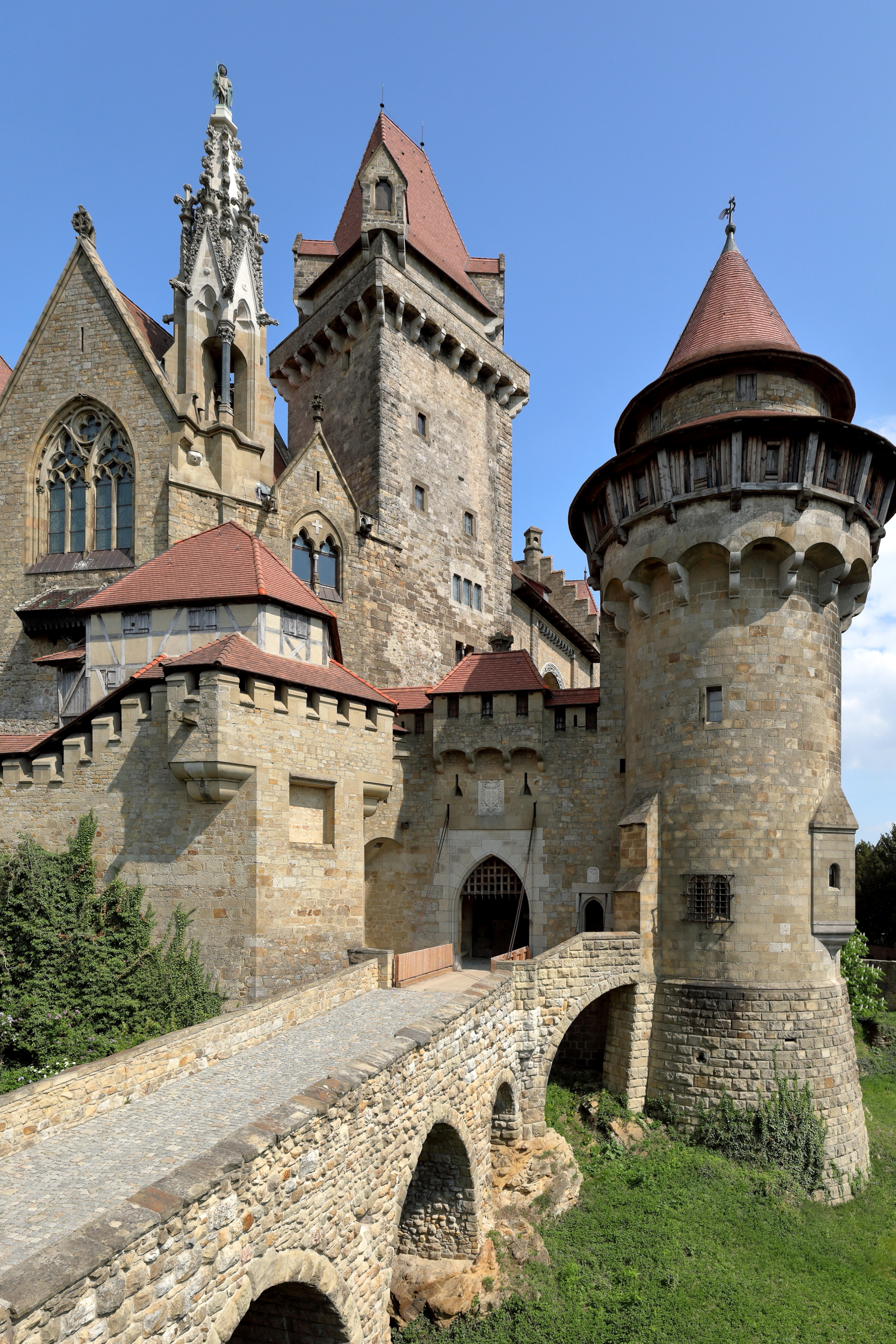
Burg Kreuzenstein

Het Keizerlijk en koninklijk legermuseum (tegenwoordig het Heeresgeschichtliches Museum) in Wenen vond een speciale beschermheer in graaf Wilczek. Onder voorzitterschap van kroonprins Rudolf en aartshertog Wilhelm maakte hij deel uit van de in 1885 opgerichte commissie die verantwoordelijk was voor de formatie en het ontwerp van het museum, dat op 25 mei 1891 door keizer Franz Josef werd geopend. Bij de openingsceremonie leidde Wilczek de keizer persoonlijk door de tentoonstellingen.
Tussen 1874 en 1906 liet Wilczek Burg Kreuzenstein bij Wenen, dat in de loop van de Dertigjarige Oorlog werd verwoest en vervolgens grotendeels voor bouwmateriaal was afgebroken, herbouwen tot museumkasteel voor zijn uitgebreide kunstcollecties. In 1886 kocht hij Schloss Moosham.
Wilczek zette zich in voor het algemeen belang en liet samen met Theodor Billroth het Rudolfinerhaus in Wenen bouwen. Ook richtte hij het Wiener Freiwillige Rettungsgesellschaft en het Wiener Studentenkonvikt op.
Johann Nepomuk Graf Wilczek stierf op 27 januari 1922 in Wenen en vond zijn laatste rustplaats onder de kapel van Burg Kreuzenstein.

## Familie
Wilczek was sinds 1858 getrouwd met gravin Emma Emo-Capodilista (1833–1924), een hofdame van aartshertogin Sophie. Ze kregen samen vier kinderen.
De regerende prins van Liechtenstein, Hans Adam II, is een achter-achterkleinzoon van Wilczek.

## Erkenningen
In 1932 werd de Wilczekgasse in Wenen-Favoriten naar hem vernoemd.
Portretten:
Gegoten bronzen plaquette uit 1907, 208:142 mm, 70e verjaardag. Medailleur: Rudolf Marshal
Zilveren en bronzen plaquette uit 1907, 65:44 mm, 70e verjaardag. Medailleur: Rudolf Marshal
Bronzen medaille uit 1917, 66 mm, 80e verjaardag. Medailleur: Josef Tautenhayn Junior
- Bibsys: 3052370
- Bibliothèque nationale de France: cb153533944 (data)
- Gemeinsame Normdatei: 117379115
- International Standard Name Identifier: 0000 0000 5534 7598
- Library of Congress Control Number: n84192031
- Nationale Bibliotheek van Tsjechië: xx0059259
- Nationale bibliotheek van Australië: 54957468
- Nationale Bibliotheek van Israël: 987007271197505171
- Nationale Bibliotheek van Polen: a0000002470902
- Nederlandse Thesaurus van Auteursnamen: 073854581
- PIC: 270731
- Istituto Centrale per il Catalogo Unico: DDSV128447
- Système universitaire de documentation: 252860012
- Trove: 1601067
- Virtual International Authority File: 45078701
- WorldCat: E39PBJpyqFrpYBrv4qDfXWtR8C